# Špik (priimek)
Špik je priimek več znanih Slovencev:
- Ana Špik (*1986), igralka, lutkovna animatorka
- Jakob Špik (1820—1897), izdelovalec orgel
- Jakob Špik (*1994), smučar
- Jan Špik (*1988), veslač
- Luka Špik (*1979), veslač
- Manca Špik (*1980), pevka zabavne glasbe
- Srečo Špik (1950—1996), igralec
- Tines Špik, igralec
- pa tudi:
- Svetozar Marolt - Špik, skladatelj, partizan
- Anton Tožbar, po domače Špik, gorski vodnik